# Popayán
Popayán is een gemeente in en de hoofdstad van het Colombiaanse departement Cauca. De stad werd gesticht door Sebastián de Belalcázar op 13 januari 1537. Heden ten dage wordt de stad bevolkt door ongeveer 265.000 mensen. Popayán staat bekend om de schitterende koloniale huizen en wordt daarom ook wel de "witte stad" genoemd. Ook vele politici en kunstenaars stammen uit Popayán: de stad leverde de meeste presidenten en er komen vele bekende dichters, componisten en schilders vandaan. Op 31 maart 1983 werden vele oude gebouwen vernietigd door een aardbeving en, ondanks dat vele gebouwen zijn herbouwd en gerestaureerd, zijn er nog steeds ruïnes te zien.

## Geschiedenis
Popayán werd gesticht op 13 januari 1537 door Sebastián de Belalcázar. Naar verluidt was hij de schat van El Dorado aan het zoeken. De stad is vernoemd naar een Indiaans stamhoofd, Payán, die de leider was van de oorspronkelijke bewoners in dat gebied.
De stad kent ook een prekoloniale piramide: El Morro del Tulcán. Deze piramide was al verlaten toen de Spanjaarden aankwamen in 1535. Tandanalyses wijzen uit dat de, in de piramide begraven, individuen waarschijnlijk tot de hoogste sociale klasse behoorden.

## Geboren
- Francisco José Urrutia (1870 - 1950), jurist, diplomaat en politicus
- Edgar Negret (1920 - 2012), beeldhouwer

## Galerij

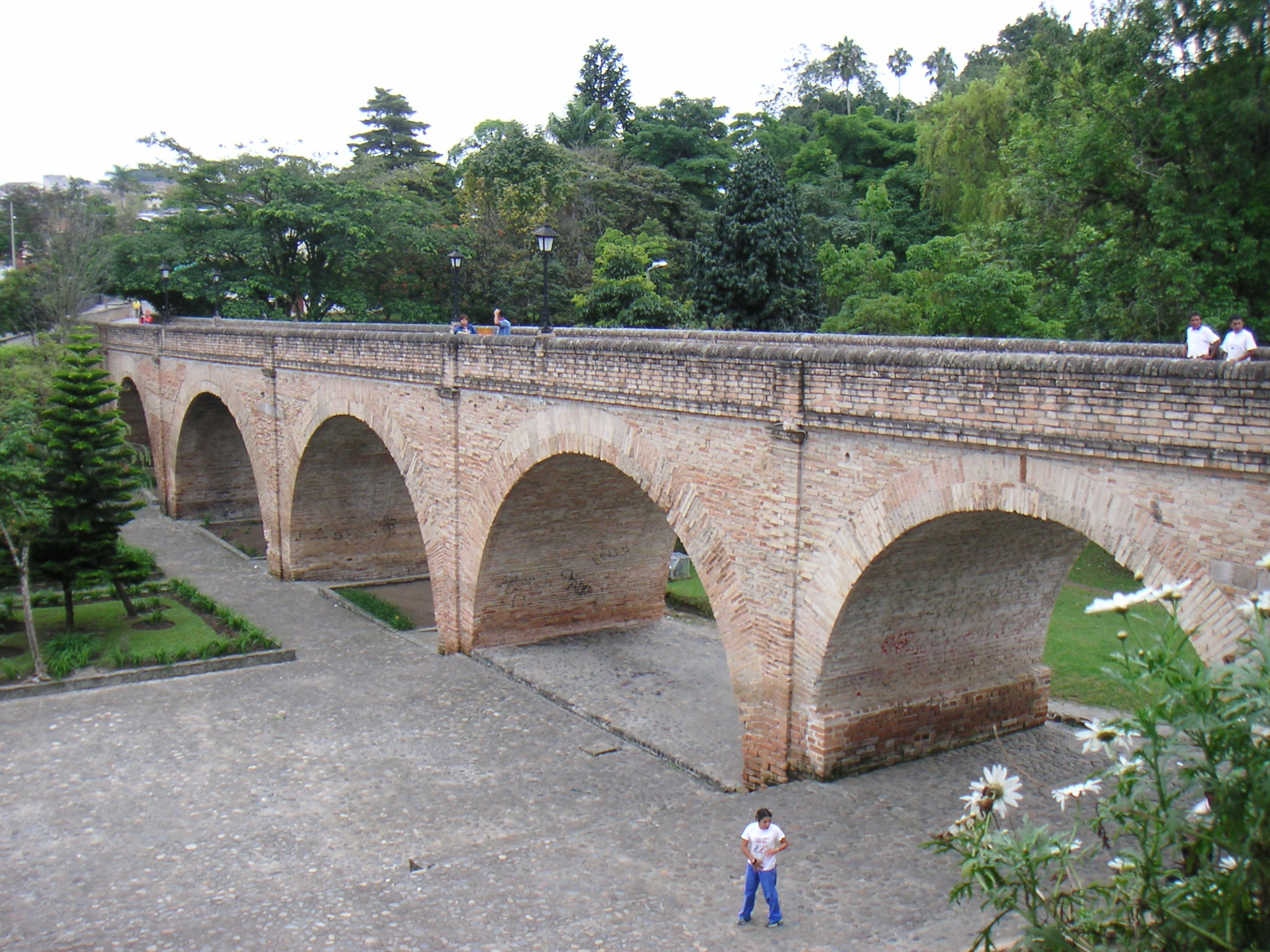
Puente del Humilladero ('kruisbeeldbrug')
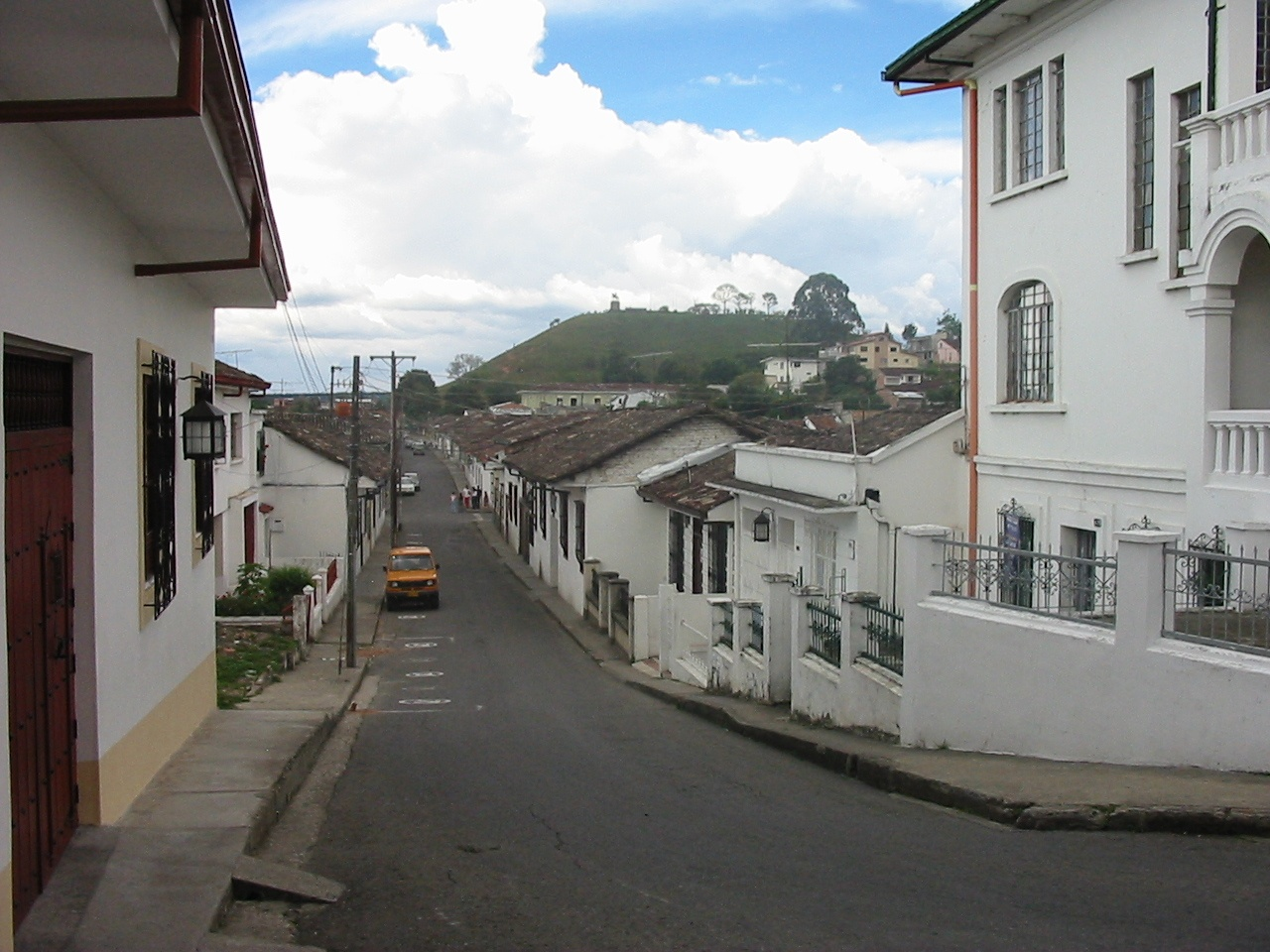
Witte stad
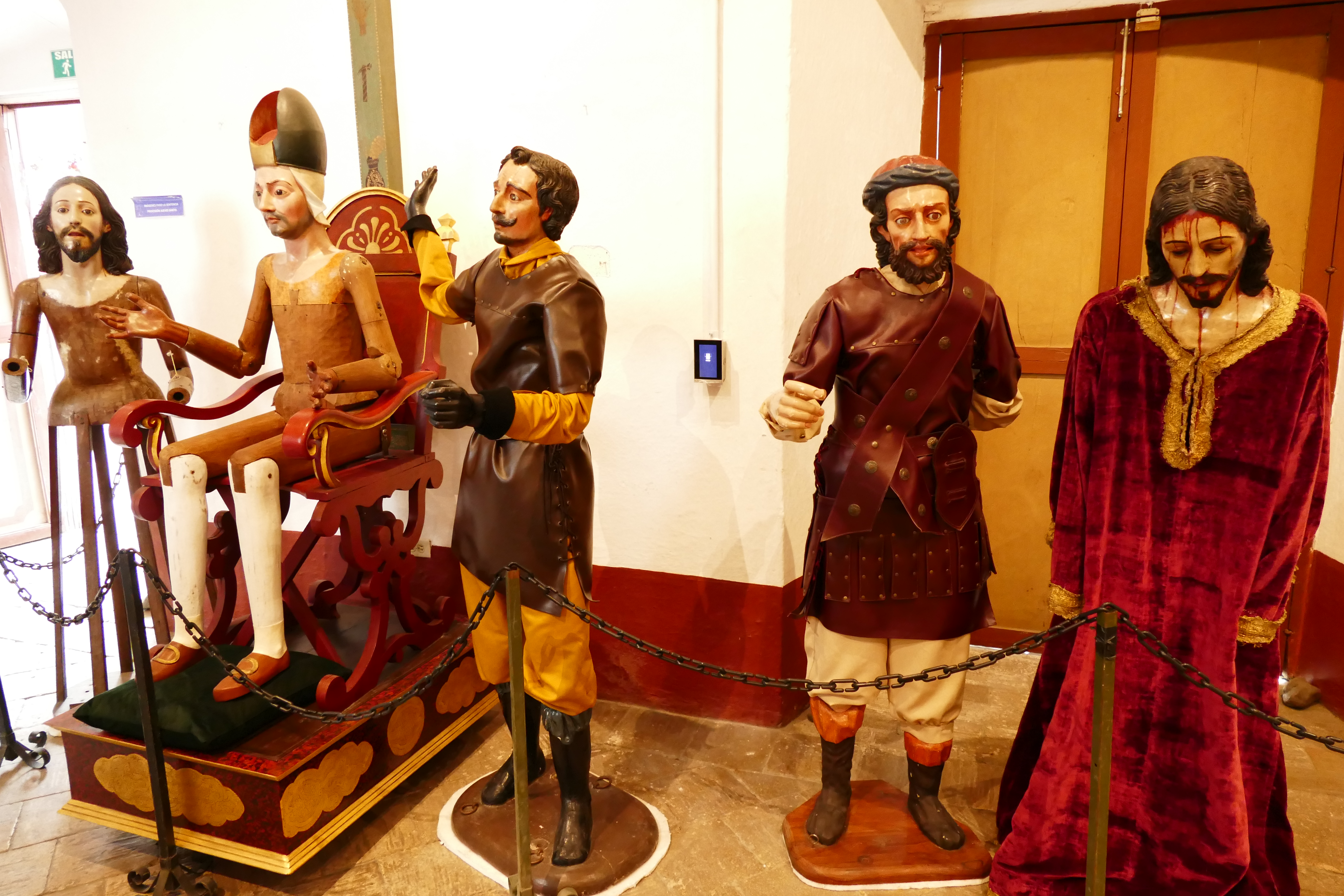
Heilige week met Pasen